# USS Guam (LPH-9)
Pour les autres navires du même nom, voir USS Guam.
L'USS Guam (LPH-9) est un navire d'assaut amphibie de classe Iwo Jima construit pour l'United States Navy dans les années 1960.
Il est mis sur cale au Philadelphia Naval Shipyard de la ville du même nom, dans l'État de Pennsylvanie (États-Unis) le 15 novembre 1962. Il est lancé le 22 août 1964, parrainé par Mme Vaughn H. Emory Green, et admis au service actif le 16 janvier 1965, sous le commandement du captain N. E. Thurmon. Le LPH-9 est le troisième navire de l'US Navy à porter le nom de la célèbre bataille de la Seconde Guerre mondiale.

## Historique

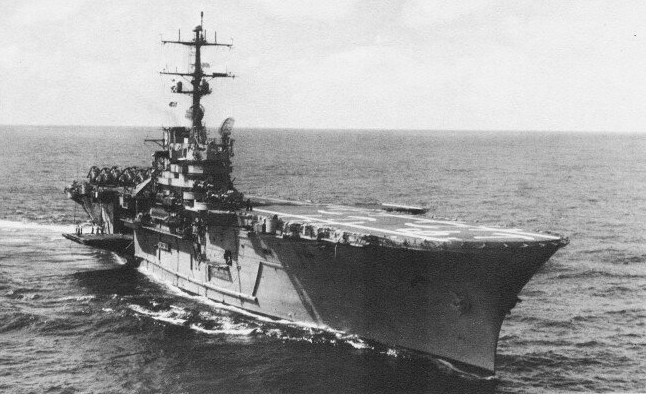
L'USS Guam peu après sa mise en service (1965-1966).

Depuis sa mise en service le 16 janvier 1965, le Guam a joué un rôle de premier plan dans les opérations navales en effectuant plusieurs déploiements dans les Caraïbes et en Méditerranée. Le Guam a servi de navire de récupération pour la mission Gemini 11 en 1966. Lors d'un effort humanitaire lors d'un tremblement de terre catastrophique au Pérou en 1970, ses hélicoptères embarqués ont effectué des centaines de missions pour acheminer vivres, couvertures, tentes et fournitures médicales. Les blessés graves ont été renvoyés à bord pour y être soignés dans ses vastes installations médicales.
Le 17 janvier 1977 à Barcelone, un chaland de débarquement utilisé comme tender entre le Guam et le transport de chalands de débarquement Trenton (en) est heurté par un cargo. Le LCM-Mk8 chavire contre le ponton, emprisonnant sous les flots une centaine de marines et de marins. Quarante-neuf d'entre eux succombent. Un mémorial a été érigé en mémoire des victimes.
Le 19 juillet 1981, alors qu'il opérait à 25 miles au large de Morehead (Caroline du Nord), un Sikorsky CH-53 s'écrase sur un CH-53 et un UH-1N en plein appontage, provoquant la mort de quatre membres d'équipage alors que dix autres sont blessés.
En 1982, il opère au large de Beyrouth, au Liban, appuyant les forces multinationales de maintien de la paix. L'année suivante, En 1983, il navigue de nouveau vers la Méditerranée, devenant le navire amiral de l’opération Urgent Fury. Le navire a participé au sauvetage de 200 citoyens américains de la nation insulaire de Grenade. Après le succès de son attaque à la Grenade, le navire poursuivit son voyage vers la Méditerranée et reprit son poste au large des côtes libanaises.
En février 1984, le Guam a participé à l’évacuation de quelque 2 000 civils de 37 nations de Beyrouth déchirée par la guerre civile, puis embarqua son effectif de Marines, mettant ainsi fin à la présence militaire américaine à Beyrouth.
En 1985, le porte-hélicoptères fût immobilisé plusieurs mois pour une importante refonte au Philadelphia Naval Shipyard qui vit notamment l'installation de deux systèmes Phalanx destinés à améliorer sa défense rapprochée. Dans le déploiement qui suivit ces travaux en Méditerranée, le Guam fut endommagé par une tempête, perdant deux hélicoptères et devant passer trois semaines à Marseille pour y être réparé.

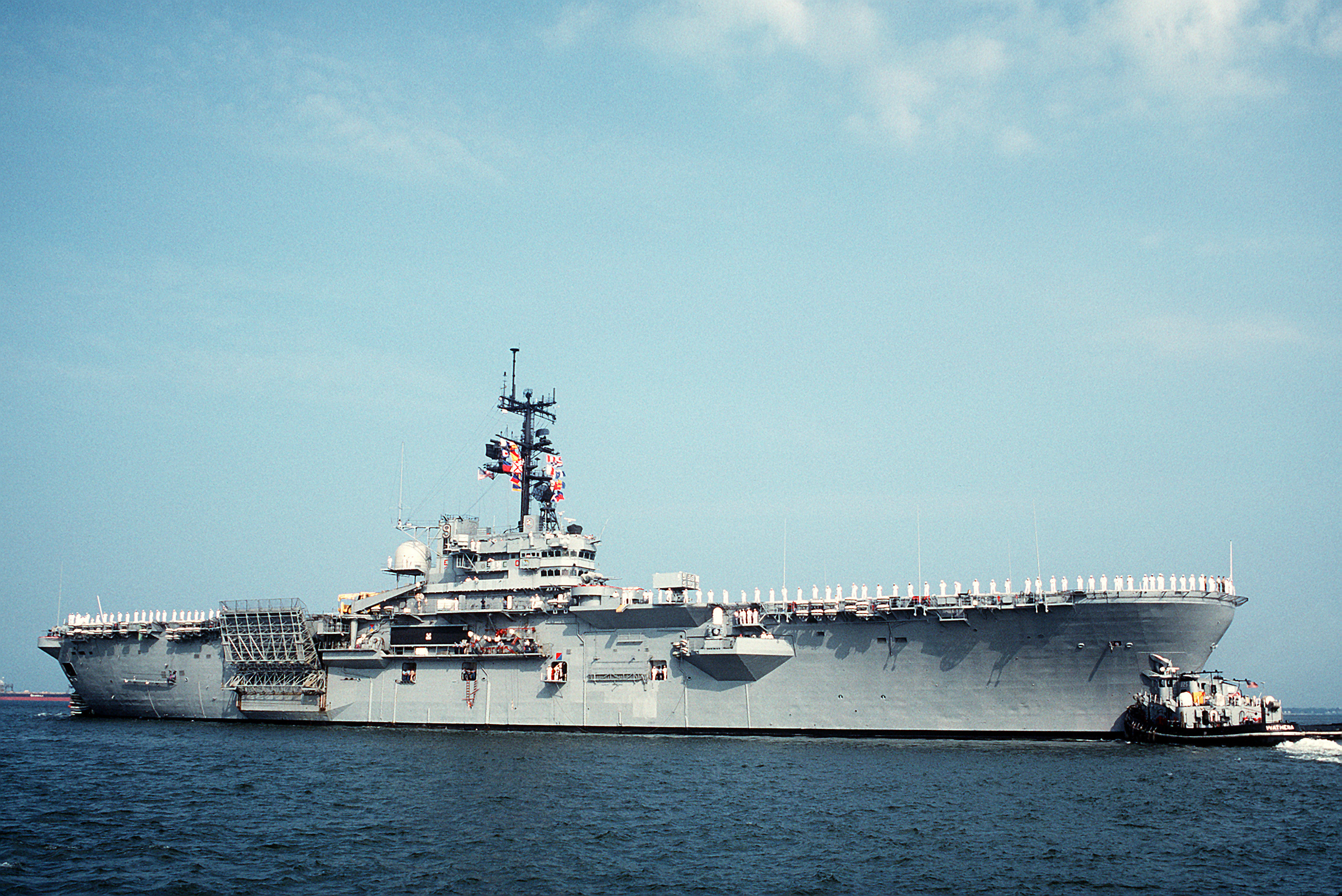
L'USS Guam se prépare à quitter sa base navale de Norfolk pour rejoindre le golfe Persique (23 août 1990).

En août 1990, il appareille de son port d'attache pour un déploiement de huit mois à l'appui des opérations Desert Shield et Desert Storm. Le 16 septembre 1990, le Guam arrive sur zone en compagnie de son sister-ship Iwo Jima, du transport de chalands de débarquement Raleigh (en) et le bâtiment de débarquement de chars La Moure County (en), ces navires transportant une partie de la 4e Marines Expeditionnary Brigade (4e MEB).
En janvier 1991, le Guam est chargé de quitter la zone d'opérations du golfe Persique et de mener des opérations d'évacuation du personnel de l'ambassade américaine et d'autres nationalités de la ville assiégée de Mogadiscio, en Somalie. C'est l'opération Eastern Exit. Au total, 282 personnes ont été sauvées, parmi lesquelles des ambassadeurs des États-Unis, d'Union soviétique, de Grande-Bretagne, d'Allemagne, du Koweït, d'Oman, du Qatar, du Nigeria, de Turquie, des Émirats arabes unis et du Soudan. Le Guam retrouve ensuite le golfe Persique et le dispositif Desert Shield.
En juin 1994, le Guam a eu l’honneur de représenter la marine américaine lors de cérémonies commémorant le 50e anniversaire du jour J à Southampton (Angleterre) et à Cherbourg (France).
En 1996, le Guam embarque la 22e MEU et participe à l'opération Assured Response au large du Liberia. Décidée le 6 avril par le président Clinton, cette opération est destinée à exfiltrer du pays ressortissants américains et autres réfugiés regroupés dans et à proximité de l'ambassade des États-Unis à Monrovia. La présence du navire garantissait la sécurité du personnel de l’ambassade travaillant dans un pays ravagé par la guerre civile.

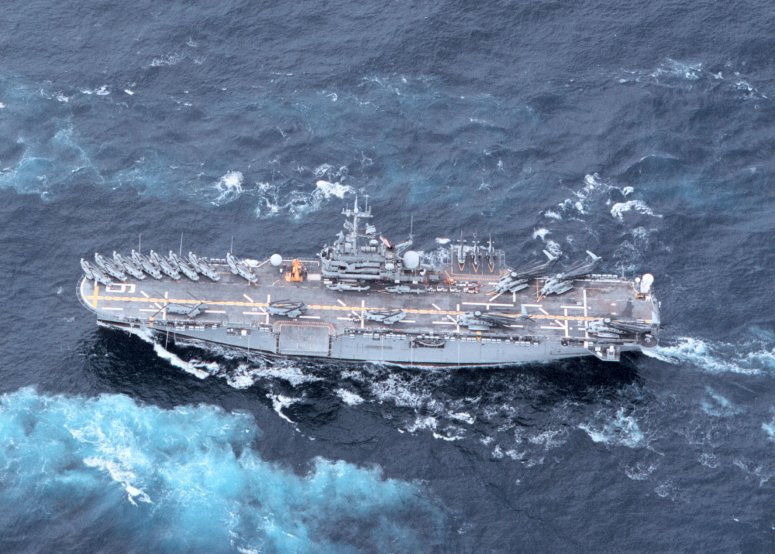
L'USS Guam transite dans l'océan Atlantique pour rejoindre la mer Méditerranée (10 octobre 1997).

Lors de son dernier déploiement d'octobre 1997 à avril 1998 en Méditerranée, pour participer à de nombreux exercices multinationaux, le Guam a de nouveau été envoyé dans le golfe Persique afin de soutenir les forces militaires américaines déjà présentes dans la région pour l’opération Desert Thunder. Ce déploiement soudain faisait suite au refus de l'Iraq de se conformer aux inspections des armes par les Nations Unies. Peu de temps après l'arrivée du navire d'assaut amphibie, l'Iraq a accepté de se conformer, autorisant un accès total et sans entrave à tous les sites d'armement suspectés.
Le navire retourne à son port d'attache pour la dernière fois le 3 avril 1998. Il est retiré du service le 25 août 1998, étant mouillé à Norfolk le temps que la marine américaine décide quoi faire de ce navire.
Il est décidé de l'utiliser comme cible au cours d'un exercice de tir. Le remorqueur USNS Mohawk le remorque en haute mer le 16 octobre 2001 où l'ancien porte-hélicoptère va servir de cible au groupe aérien du porte-avions USS John F. Kennedy, qui va s'acharner sur le navire pendant douze heures. Le navire finit par sombrer aux coordonnées 31° 14′ 22″ N, 71° 16′ 35″ O.